# دوروثي بيشوب
دوروثي فيرا مارغريت بيشوب زميلة الجمعية الملكية وزميلة الأكاديمية البريطانية وزميلة أكاديمية العلوم الطبية (وُلدت في 14 فبراير 1952) هي عالمة نفس بريطانية متخصصة في اضطرابات النمو على وجه التحديد واضطرابات اللغة التنموية. وهي أستاذة علم النفس العصبي التنموي وزميلة أبحاث ويلكم ترست الرئيسية في قسم علم النفس التجريبي في جامعة أكسفورد، حيث تعمل منذ عام 1998. تُعد بيشوب الباحثة الرئيسية في دراسة أكسفورد لضعف تواصل عند الأطفال. وهي زميلة رائدة في كلية سانت جون، أكسفورد.

## النشأة والتعليم
ولدت بيشوب في 14 فبراير 1952. وفي عام 1973 حصلت على بكالوريوس الآداب مع مرتبة الشرف في علم النفس التجريبي من كلية سانت هيو بجامعة أكسفورد. في عام 1975، أكملت درجة الماجستير في الفلسفة في علم النفس العيادي من جامعة لندن. في عام 1978، أكملت بيشوب درجة الدكتوراه في الفلسفة من جامعة أكسفورد.
أثناء دراستها للحصول على درجة البكالوريوس، طورت بيشوب اهتمامًا بالاضطرابات المعرفية. بعد حصولها على الماجستير، عادت إلى أكسفورد للعمل مع فريدا نيوكومب في وحدة علم النفس العصبي في مستشفى رادكليف. لفت التوجيه الدقيق الذي قدمته نيوكومب إلى بيشوب نظرها نحو حالات الأطفال الذين يعانون من اضطرابات نمو لغوية. أطلق هذا الاتجاه مسيرتها المهنية كأخصائية علم نفس عصبي تنموي.

## المسيرة المهنية والبحث
تجري بيشوب أبحاثًا في علم النفس وعلم الأعصاب واللغة واضطرابات النمو. وهي إحدى مؤسسي الحملة التي يقودها الفيديو رالي، والتي تهدف إلى تطوير الوعي بإعاقات تعلم اللغة بما في ذلك ضعف اللغة المحدد. نشرت بيشوب بعض أعمالها الأكاديمية باسم بيشوب د. ف. م. وذلك لتجنب أي تحيزات قد تتعرض لها بصفتها أكاديمية. تشمل منشوراتها تطوير اللغة في ظروف استثنائية (1988)، واضطرابات استخدام اليد والنمو (1990)، والفهم غير مألوف (1997).
تعتبر أبحاث بيشوب واسعة النطاق حيث ساعدت في بناء وتطوير مجال ضعف اللغة التنموي.
دوروثي بيشوب، التي تنشر أحيانًا باسم بيشوب د. ف. م، هي أستاذة علم النفس العصبي التنموي بجامعة أكسفورد. تقود بيشوب، الممول من ويلكم ترست، سلسلة من الأبحاث حول اضطرابات التواصل لدى الأطفال. على عكس العديد من معاصريها، تنتشر اهتمامات بيشوب على نطاق واسع، حيث تنحرف عن علم النفس العصبي نحو علم الوراثة السلوكية والمعالجة السمعية وتخصص نصف الكرة واضطرابات لغوية معينة والتوحد وعسر القراءة.
أنشأت بيشوب العديد من طرق التقييم الحالية للغة الأطفال بما في ذلك اختبار قبول القواعد وقائمة مراجعة اتصالات الأطفال. مويل ويلكم ترست ومجلس البحوث الطبية أبحاثها.

### قائمة مراجعة التواصل عند الأطفال
في عام 1998، أنشأت بيشوب ما أسمته قائمة مراجعة التواصل عند الأطفال. كان الهدف من قائمة مراجعة التواصل عند الأطفال هو المساعدة في تشخيص الأطفال الذين لم يكن لديهم سبب واضح لأخطاء التواصل. نظرت قائمة مراجعة التواصل عند الأطفال على وجه التحديد في تحديد اللغة البراغماتية والإعاقات اللغوية المحددة. سمحت لجنة التنسيق المركزية لبيشوب والباحثين الآخرين بالتعرف على الإعاقات اللغوية بشكل موثوق، لكنها أعطت أدلة على الاضطرابات المحتملة الأخرى التي قد لا تكون واضحة مثل التوحد عالي الأداء، واضطراب نقص الانتباه وفرط الحركة، أو متلازمة ويليامز. أصدرت نسخة ثانية محدثة من قائمة مراجعة التواصل عند الأطفال في عام 2001.